# 제8수송여단
제8수송여단(8th Transportation Brigade)은 미국 육군 수송대의 여단 중의 하나이다. 표어는 "without parallel"

## 역사
1943년 12월 9일, 수송대의 제8교통정규단으로 구상되어 12월 15일에 워싱턴주의 포트 뉴턴에서 창설되었다.  라인강을 넘는 아군을 지원한 뒤, 주불 미군으로서 프랑스에 주둔하다가 1946년 6월 25일에 해산하였다.
1949년 8월 26일, 제8수송교통정규단으로 재편성되고 10월 15일, 주독 미군의 일원으로서에 재소집되었다. 1951년 3월 27일 정규군으로 배정되고, 1955년 1월 3일, 제8수송단으로 재편성되었다. 1958년 12월 10일 해산하였다.
1966년 3월 23일부터 1971년 4월 29일까지 워싱턴주의 포트 루이스에서 베트남 전쟁에 배치할 전시부대로서 재소집되었지만, 종전까지 배치되지 않고 해산하였다.

### 훈련부대
1986년 7월 14일, 제8수송여단으로서 버지니아주의 포트 유스티스에서 훈련교리사령부에 배속되었다. 수송학교의 교육훈련부대로서 수송대 장병의 교육훈련을 맡았다. 2009년 10월 1일, 수송학교, 병참학교, 병기학교의 센터가 지원CoE로 통합되었다. 여단은 표장을 수송학교에서 지원CoE로 전속하였다. 1년 뒤, 2010년 8월 5일, 제8수송여단이 해산하였다.

## 편성
교육훈련부대
- 제36수송대대 (옛 포트 딕스의 제5훈련여단, 2대대)
- 제58수송대대 (옛 포트 레오나드 우드의 제4훈련여단, 5대대) - 제94사단 2여단 (협력)
- 제71수송대대 (옛 포트 유스티스의 제5훈련여단, 2대대)

## 기록

### 배속
- 훈련교리사령부, 1986년 7월 14일
- 미국 육군 수송센터, (시기불명)
- 지원CoE, 2009년 10월 1일

### 계보
- 1943년 12월 9일, 8th Traffic Regulation Group, Transportation Corps
→수송대, 제8교통정규단
- 1949년 8월 26일, 8th Transportation Traffic Regulation Group
→제8수송교통정규단
- 1955년 1월 3일, 8th Transportation Group
→제8수송단
- 1966년 3월 27일, Headquarters and Headquarters Detachment, 8th Transportation Group
정규군 배정
→제8수송단, 본부 및 본부분견대
- 1986년 7월 14일, Headquarters and Headquarters Detachment, 8th Transportation Brigade
→제8수송여단, 본부 및 본부분견대

### 전역
| 스트리머                   | 내역 |
| -------------------------- | --- |
| 제2차 세계 대전, 유럽 전구 | - 북프랑스 - 라인란트 |
| 베트남 전쟁                | - 반격, 제2(II)단계 - 반격, 제3(III)단계 - 구정 대공세 - 반격, 제4(IV)단계 - 반격, 제5(V)단계 - 반격, 제6(VI)단계 - 69년 구정 반격 - 1969년 하계-추계 - 1970년 동계-춘계 - 성소 반격 - 반격, 제7(VII)단계 |

## 참고
1. ↑  Lyna Tucker (2009년 10월 1일). “New patch ushers in new era for 8th Transportation Brigade”. 《www.militarynews.com》 (영어) (Military Newspapers of Virginia). 2019년 10월 22일에 확인함.
2. ↑  Lyna Tucker (2010년 8월 5일). “Army’s last transportation brigade closes 67-year history”. 《www.jble.af.mi》 (영어) (633d Air Base Wing Public Affairs). 2019년 10월 22일에 확인함.

- “8th Transportation Brigade”. 《globalsecurity.org》 (영어). 2020년 2월 16일에 확인함.